# Aphaniosoma nigricauda
Aphaniosoma nigricauda är en tvåvingeart som beskrevs av Ebejer 1998. Aphaniosoma nigricauda ingår i släktet Aphaniosoma och familjen gulflugor. Inga underarter finns listade i Catalogue of Life.